# 금의위

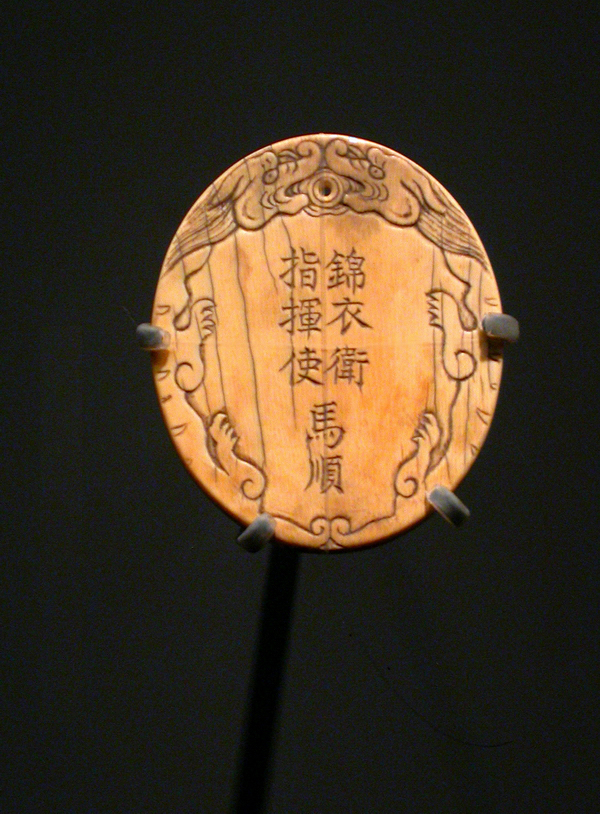
금의위 상징패

금의위(錦衣衛)는 명나라 황제의 직속 친위대이자 비밀 경찰이었다. 초기 홍무제가 개인 친위대 명목으로 설치하였다가, 1369년에 명나라 군대로 그 위치가 이전되었다. 모든 법을 능가하는 초법적인 권한을 행사하였으며, 체포, 감금, 고문과 같은 행위들을 대신들의 허락 없이 마음대로 실시할 수 있어 많은 폐해를 낳기도 하였다.
금의위는 군사 기밀을 다루고 적의 본진에서 정보들을 빼오거나 분열시키는 업무 또한 맡았으며, 수도의 행정과 보안을 책임지는 역할도 함께 하였다. 금의위는 명나라 경위(京衛) 상의 직위친군지휘사사(直衛親軍指揮使司)의 하나이기도 하였다. 홍무제가 1382년에 원래의 의란사(儀鑾司)를 고쳐 설치하였다. 시위(侍衛)·집포(緝捕)·형옥(刑獄)의 일을 관장하였다. 아래에 조옥(詔獄)을 설치하였는데 법사(法司)가 관여할 수 없었다. 소속의 진무사(鎭撫司)를 남북 2사로 나누어 북진무사가 조옥을 전담하고 남진무사가 군장(軍匠)을 전담하였다. 아래에 중·좌·우·전·후 등 17소를 통할하였고, 소 아래에 난여(鑾輿)·경개(擎盖)·선수(扇手) 등의 사(司)가 있어, 장군교위(將軍校尉)를 거느리고 호위(扈衛)·의장(儀仗)·직숙(直宿)에 대비하였다.
특히 금의위에 소속된 군인들은 눈에 잘띄는 황금빛 옷을 입었고, 언제나 상징패를 지니고 다녔다고 한다.

## 역사
금의위는 초기 1360년대에 홍무제에 의해 창설되었다. 초기에는 원나라를 몰아내고 명나라를 세운 홍무제의 개인 신변 보호와 정탐이 주요 목적이었으나, 후에 홍무제가 천하를 통일하고 황제의 위에 오르자 점점 측근들과 공신들을 감시하는 역할이 강해졌다. 그는 주변에 있는 거의 모든 신하들을 의심하였고, 내키지 않는 인물이 있으면 곧바로 사사하거나 암살하였다. 바로 이 업무에 금의위가 투입되었으며, 금의위는 단순한 정탐 목적 이외에 신하들을 감시하고 시찰하는 역할도 겸하게 되었다.
1393년, 금의위의 비대한 권력 집중으로 인해 그 폐해가 심각해지자, 결국 홍무제는 금의위의 권력을 대거 축소하였다. 이후 즉위한 영락제는 자신이 건문제의 자리를 빼앗고 즉위한 것에 대하여 스스로 큰 불안감을 가지고 있었고, 언제 어디서 반란이 일어날 지에 대해 심히 우려하였다. 이로 인하여 영락제는 금의위에게 막강한 권력을 다시 부여하였고, 이후 금의위는 명나라가 이자성의 난으로 멸망할 때까지 약 262년간 존속하게 된다.

## 업무
금의위는 '국가와 황제의 적'이라고 판단되는 그 누구도 마음대로 처분할 수 있는 권한을 지녔다. 이로 인해 체포, 감금, 고문과 같은 모든 초법적인 수사 장치들이 이들에게 허가되었으며, 재판없이 죽일 수도 있었다. 이들은 대신들이나 내각대학사가 아닌 황제에게 직접적으로 명령을 받았고, 전쟁 시기에는 정탐 업무와 관련하여 일부 고위 장군들의 지휘를 받는 일도 가끔 있었다. 명나라 후기에는 동창의 감독 하에 들어갔고, 명나라가 점차 쇠퇴함에 따라 금의위는 대신들이 서로 정치적인 정적들을 제거하는 데에 사용하는 개인 사병의 수준으로 전락하고 만다.